# San ren xing
San ren xing (chinês tradicional: 三人行, chinês simplificado: 三人行; mandarim: Sān Rén Xíng; cantonês: Saam1 Jan4 Hang4; Brasil: Três ) é um filme de ação produzido no Honguecongue, dirigido por Johnnie To e lançado em 10 de julho de 2016. Foi protagonizado por Louis Koo, Zhao Wei e Wallace Chung. Foi lançado em 24 de junho de 2016 na China, sendo mas tarde, lançado em Hong Kong em 30 de junho do mesmo ano. O filme encerrou no Festival de Cinema de Taipé, em 10 de julho de 2016.

## Sinopse
Um criminoso (Wallace Chung) é munido na cabeça por um policial devido a falta de comunicação durante um interrogatório. Transportado para o hospital, reintegra sobre os direitos humanos, recusando a interveção de ser cirurgiado em removendo a munição dentro de si, tomando tempo para seus subordinados a fim de resgatá-lo. Ken (detetive),  asume o cargo para investigar o paradeiro destes subornos, de modo a capturar toda sua gangue de uma vez por toda.

## Elenco
- Zhao Wei, como doutor Tong Qian
- Louis Koo, como Ken (inspetor-chefe)
- Wallace Chung, como Shun (gângster)
- Lo Hoi-pang, como Chung (paciente)
- Cheung Siu-fai, como doutor Fok
- Lam Suet, como Fatty (condestável)
- Mimi Kung, como enfermeira
- Timmy Hung, como Chak (paciente)
- Michael Tse, como Gângster
- Raymond Wong, como gângster
- Jonathan Wong, como Hung (paciente)
- Stephen Au, como Tong (sargento)
- Mickey Chu, como doutor Steven Chow
- Cheung Kwok-keung, como senhor Ng (paciente)
- Helen Tam, como senhora Ng (visitante)
- Luvin Ho, como Ho
- Sire Ma, como jornalista
- Zhang Yaodong, como estudante de neurocirurgia

## Produção
A produção do filme iniciou em Guangzhou, em março de 2015, terminando em 24 de julho do mesmo ano. A série foi filmada principalmente em um hospital que foi construído pela equipe de adereços.

## Prêmios e nomeações
| Prêmio                    | Categoria             | Nomeado       | Resultado |
| ------------------------- | --------------------- | ------------- | --------- |
| O 53º Golden Horse Awards | Melhor diretor        | Johnnie To    | Indicado  |
| O 53º Golden Horse Awards | Melhor filme original | Xavier Jamaux | Indicado  |